# Saint-Martin-du-Lac
Saint-Martin-du-Lac è un comune francese di 270 abitanti situato nel dipartimento della Saona e Loira nella regione della Borgogna-Franca Contea.

## Società

### Evoluzione demografica
Abitanti censiti